# Mordellistena trilinea
Mordellistena trilinea es una especie de coleóptero de la familia Mordellidae.

## Distribución geográfica
Habita en Panamá.